# Gaeltacht

Regiunile Gaeltacht oficiale din Irlanda

Un Gaeltacht (/ˈɡeɪltəxt/ GAYL-təkht, irlandeză: [ˈɡeːl̪ˠt̪ˠəxt̪ˠ], pl. Gaeltachtaí) este o zonă a Irlandei recunoscută de guvern, unde limba irlandeză este limba vorbită predominantă sau limba vorbită acasă. Zonele Gaeltacht au fost recunoscute pentru prima dată oficial în anii 1920, în primii ani ai Statului Liber Irlandez, după Renașterea gaelică, ca parte a politicii guvernamentale care vizează renașterea limbii irlandeze.
Gaeltacht-urile sunt amenințate de un declin grav al limbii irlandeze. Cercetările publicate în 2015 au arătat că irlandeza este vorbită zilnic de două treimi sau mai mult din populație în doar 21 din cele 155 de diviziuni electorale din Gaeltacht-uri. Utilizarea zilnică a limbii de către două treimi sau mai mult din populație este considerată de unii oameni de știință drept un punct de basculanță pentru supraviețuirea limbii.